# 百兰山馆
百兰山馆，位于中国广东省揭阳市榕城区中山街道东门社区马山窖，为揭阳市的一个省级文物保护单位，类型为古建筑，公布时间为2019年4月。
百兰山馆的历史年代为明代。